# Ptinus kiesenwetteri
Ptinus kiesenwetteri is een keversoort uit de familie klopkevers (Ptinidae). De wetenschappelijke naam van de soort werd in 1884 gepubliceerd door Edmund Reitter in Brenske & Reitter.